# Henry Ossian Flipper
Henry Ossian Flipper, född 21 mars 1856 i Thomasville, Georgia, död 26 april 1940 i Atlanta, Georgia, var en amerikansk soldat och före detta slav.
Henry Ossian Flipper föddes som slav i Thomasville, Georgia. Han släpptes fri 1865, då staden erövrades av USA under amerikanska inbördeskriget.
Han skrevs in vid United States Military Academy 1873 och blev den första afroamerikanska kadetten att gå ut skolan 1877. Han fick graden fänrik. Han valde kavalleri som vapenslag och anslöt sig till 10. kavalleriregementet.
1879 deltog han i Apachekrigen. En smutskastningskampanj mot honom gjorde att han förflyttas till Fort Davis i Texas som kvartermästare. 1881 försvann pengar och eftersom han var kvartermästare fick han skulden. Han fick sparken 1882 efter att en krigsrätt ansett honom skyldig till tjänstefel. Han benådades postumt av president Bill Clinton den 19 februari 1999.
Efter sin tid inom militären flyttade Flipper till El Paso, Texas och arbetade som civilingenjör. 1921–1923 jobbade han för senator Albert B. Fall som assistent. Då Fall blev inrikesminister, följde Flipper med till Washington. Vid pensioneringen 1931 flyttade Flipper till Atlanta och levde där till sin död. Han är begravd i sin hemstad Thomasville.

Grav och benådning
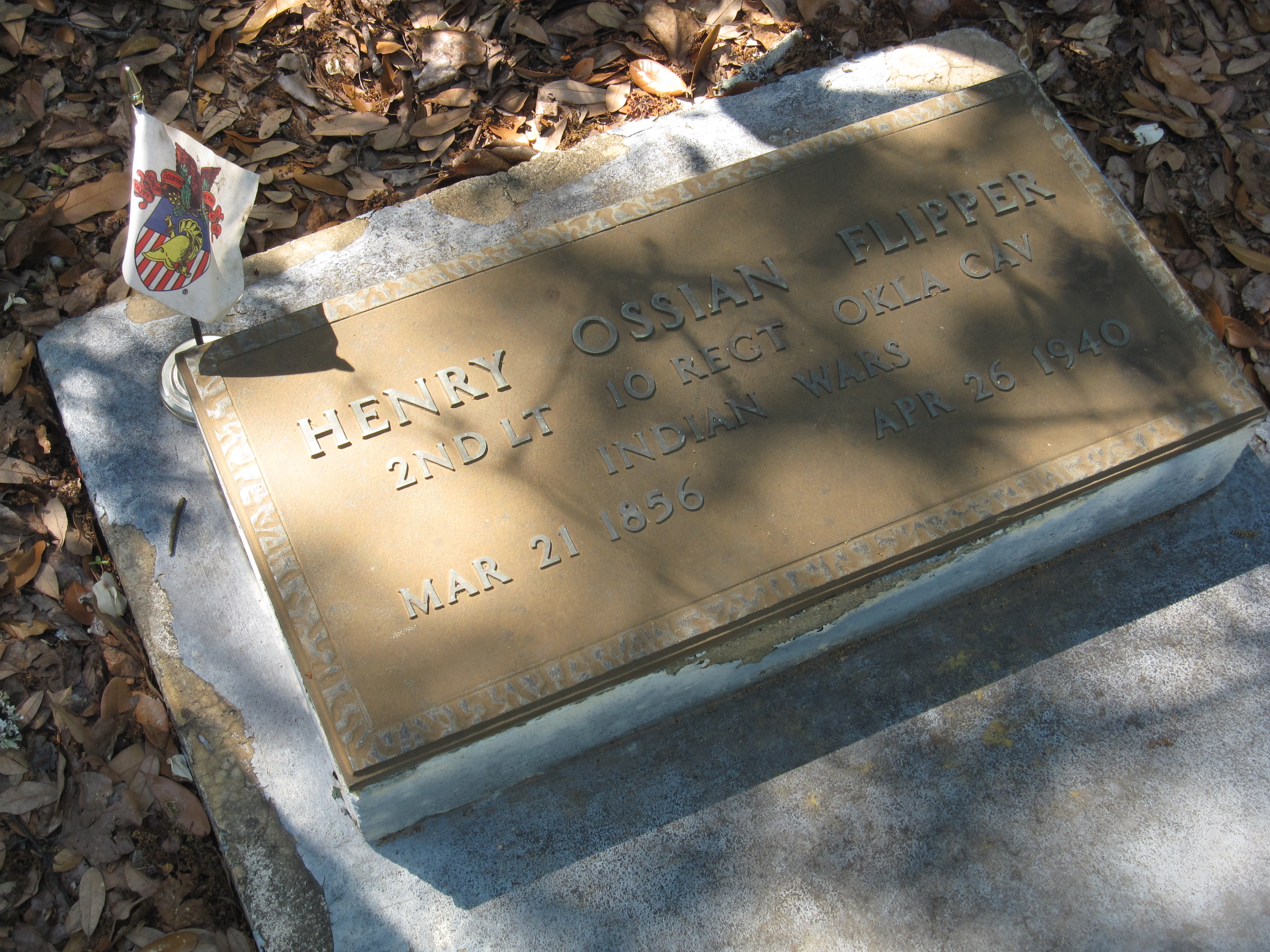
Henry Flippers grav i Thomasville.
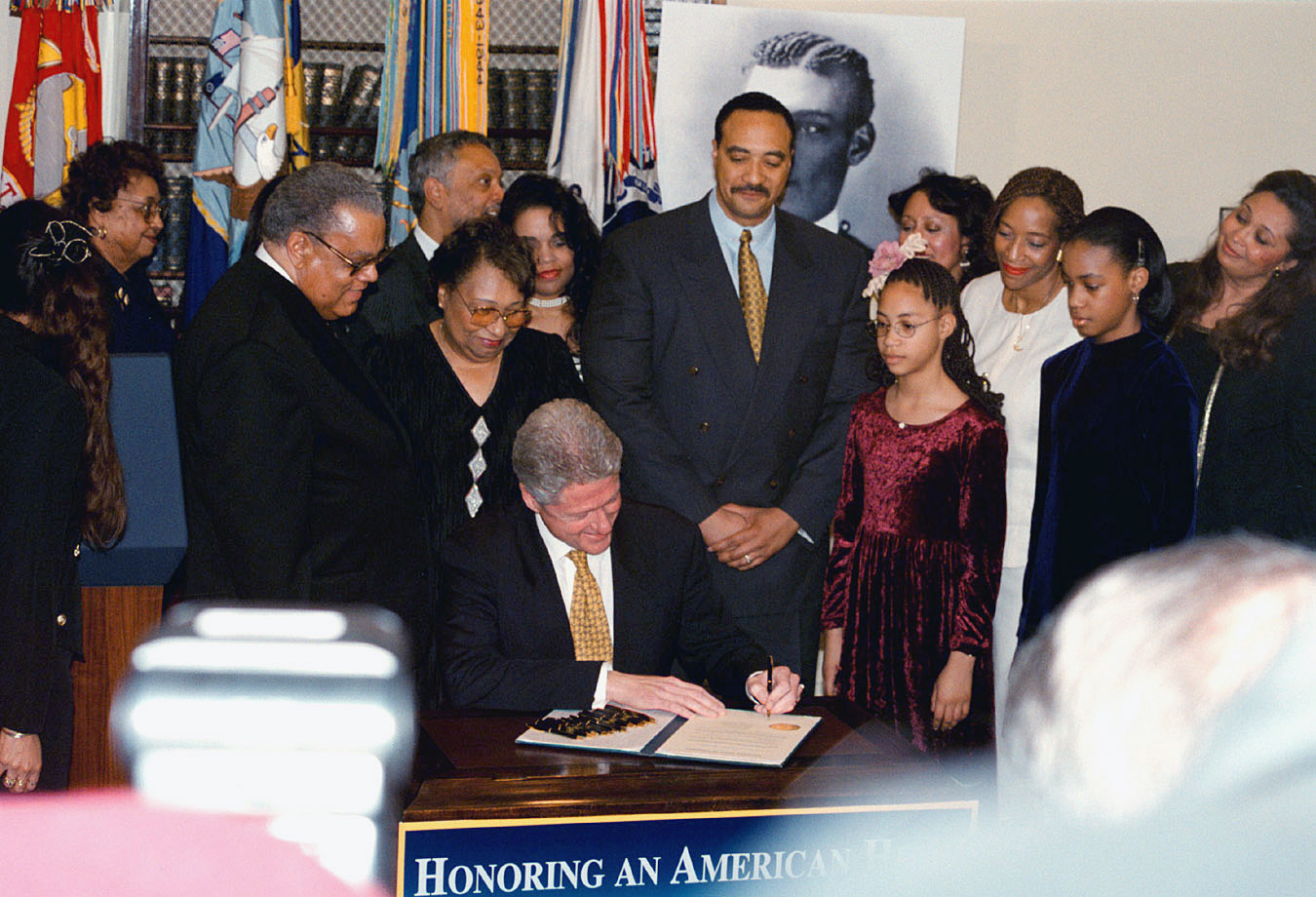
President Clinton benådar Flipper.